# Pijlstaartglansspreeuw
De pijlstaartglansspreeuw (Lamprotornis acuticaudus) is een vogelsoort uit de familie Sturnidae.

## Verspreiding en leefgebied
Deze soort komt voor in de landen Angola, Botswana, Congo-Kinshasa, Namibië, Tanzania en Zambia en telt twee ondersoorten:
- L. a. acuticaudus: van centraal Angola tot zuidwestelijk Tanzania.
- L. a. ecki: zuidelijk Angola en noordelijk Namibië.